# Krystyna Skarbek
Maria Krystyna Janina Skarbek, OBE GM (pronunție în poloneză [krɨˈstɨna ˈskarbɛk], /krɪstiːnə skɑrbɛk/; n. 1 mai 1908 la Varșovia — d. 15 iunie 1952 la Londra), cunoscută și sub numele de Christine Granville, a fost un agent polonez al Special Operations Executive (SOE) în timpul celui de-Al Doilea Război Mondial. Ea a devenit celebră pentru faptele ei îndrăznețe în misiunile de informații și de război hibrid în Polonia și Franța ocupate de naziști. Jurnalistul Alistair Horne⁠(d), care s-a descris în 2012 drept unul dintre puținii oameni încă în viață care au cunoscut-o pe Skarbek, a numit-o „cea mai curajoasă dintre curajoși”. Maestrul în spionaj Vera Atkins de la SOE a descris-o pe Skarbek ca fiind „foarte curajoasă, foarte atrăgătoare, dar singuratică și funcționând pe propria ei lege”.
A devenit agent britanic cu câteva luni înainte ca SOE să fie fondată în iulie 1940. A fost prima femeie agent a britanicilor care a servit pe teren și cea mai longevivă dintre toate femeile agent din timpul războiului din Marea Britanie. Ingeniozitatea și succesul ei au fost creditate cu influențarea deciziei organizației de a recruta mai multe femei ca agenți în țările ocupate de naziști. În 1941, ea a început să folosească pseudonimul Christine Granville, un nume pe care l-a adoptat în mod legal la naturalizarea ca subiect britanic în decembrie 1946.
Cea mai faimoasă faptă a lui Skarbek a fost să asigure eliberarea agenților SOE Francis Cammaerts⁠(d) și Xan Fielding⁠(d) dintr-o închisoare germană cu câteva ore înainte de a fi executați. Ea a făcut acest lucru întâlnindu-se (cu mare risc personal) cu comandantul Gestapo la Digne-les-Bains, Franța, spunându-i că este un agent britanic și convingându-l cu amenințări, minciuni și o mită de două milioane de franci pentru a elibera agenții SOE. Evenimentul este ficționalizat în ultimul episod al emisiunii britanice Wish Me Luck.
Skarbek este adesea caracterizată în termeni precum „cel mai fermecător spion al Marii Britanii”.

## Tinerețea

Stema Habdank a familiei Skarbek

Krystyna Skarbek s-a născut în 1908 la Varșovia, din contele Jerzy Skarbek, romano-catolic și Stefania (n. Goldfeder), fiica unei familii bogate de evrei asimilați. Căsătorindu-se cu Stefania la sfârșitul lui decembrie 1899, Jerzy Skarbek a folosit zestrea soției sale (tatăl ei era bancher) pentru a-și plăti datoriile și pentru a-și continua stilul de viață generos.
Relații notabile au inclus Fryderyk Skarbek, reformatorul închisorii, și Włodzimierz Krzyżanowski, general al Uniunii Statelor Unite. Skarbek era rudă îndepărtată cu regentul maghiar, amiralul Miklós Horthy, deoarece un văr din partea Lwów a familiei se căsătorise cu o rudă a lui Horthy.
Primul copil al cuplului, Andrzej (Andrei), a luat după partea mamei a familiei. Krystyna, cel de-al doilea copil al lor, și-a luat după tatăl ei și plăcerea lui pentru călărie, pe care ea s-a așezat mai degrabă călare, decât în șa, așa cum era de obicei pentru femei. Ea a devenit, de asemenea, un schior expert în timpul vizitelor la Zakopane, în munții Tatra din sudul Poloniei. De la început, a existat o relație completă între tată și fiică, care aveau nevoie de puțină încurajare pentru a deveni băiat.
La grajdurile familiei, Krystyna l-a întâlnit pe Andrzej Kowerski, al cărui tată l-a adus să se joace cu Krystyna, în vârstă de zece ani, în timp ce el și tatăl ei discutau despre chestiuni agricole.
Anii 1920 au lăsat familia în circumstanțe financiare dificile și au fost nevoiți să renunțe la proprietatea lor de la țară și să se mute la Varșovia. În 1930, când Krystyna avea 22 de ani, contele Jerzy a murit. Imperiul financiar Goldfeder se prăbușise aproape complet și abia erau suficienți bani pentru a o întreține pe văduva contesa Stefania. Krystyna, nedorind să fie o povară pentru mama ei, a lucrat la un dealer de mașini Fiat, dar în curând s-a îmbolnăvit de fumul automobilelor și a trebuit să renunțe la serviciu. La început s-a crezut, pe baza umbrelor de pe radiografiile toracice, că suferă de tuberculoză, care i-a ucis și tatăl. Ea a primit despăgubiri de la compania de asigurări a angajatorului și a urmat sfatul medicilor de a duce o viață în aer liber, pe cât posibil. A început să petreacă mult timp în drumeții și schiind în Munții Tatra. În 1930, Skarbek a ajuns pe locul 2 la concursul de frumusețe Miss Polonia.
La 21 aprilie 1930, Krystyna s-a căsătorit cu un tânăr om de afaceri, Gustaw Gettlich, la Biserica Seminarului Spiritual din Varșovia. S-au dovedit incompatibili, iar căsătoria s-a încheiat în scurt timp. O altă relație amoroasă a eșuat când mama tânărului a refuzat să o considere pe divorțata fără bani ca pe o potențială noră.
Într-o zi, pe o pârtie de schi din Zakopane, Krystyna a pierdut controlul și a fost salvată de un bărbat uriaș care i-a pășit în cale și i-a oprit coborârea. Salvatorul ei era Jerzy Giżycki, un excentric capricios, irascibil, care provenea dintr-o familie bogată din Kamieniec Podolski (fosta Polonie, pe atunci Uniunea Sovietică). La paisprezece ani, se certase cu tatăl său, fugise de acasă și lucrase în Statele Unite ca cowboy și căutător de aur. În cele din urmă, a devenit autor și a călătorit prin lume în căutarea subiectelor pentru cărțile și articolele sale. Cunoștea bine Africa și spera să se întoarcă într-o zi acolo.
La 2 noiembrie 1938, Krystyna și Giżycki s-au căsătorit la Biserica Evanghelică Reformată din Varșovia. Curând după aceea, a acceptat o detașare diplomatică în Etiopia, unde a servit ca consul general al Poloniei până în septembrie 1939, când Germania a invadat Polonia. Skarbek a spus mai târziu despre Giżycki: „A fost Svengali-ul meu atât de mulți ani, încât nu ar fi crezut niciodată că l-aș fi putut părăsi definitiv”.

## Al Doilea Război Mondial

### Londra

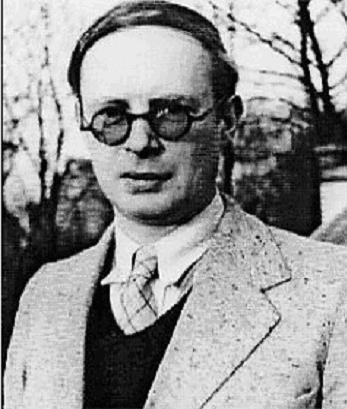
Jurnalistul Frederick Voigt l-a prezentat pe Skarbek la SIS

La izbucnirea celui de-Al Doilea Război Mondial, cuplul a navigat spre Londra, sosind pe 6 octombrie 1939, unde Skarbek a căutat să-și ofere serviciile în lupta împotriva inamicului comun. Autoritățile britanice au arătat puțin interes, dar au fost în cele din urmă convinse de cunoștințele lui Skarbek, inclusiv de jurnalistul Frederick Augustus Voigt, care a prezentat-o Serviciului Secret de Informații (SIS). Prima mențiune a SIS despre ea a fost în decembrie 1939. Ea a fost descrisă ca o „patriotă poloneză înflăcărată, un schior expert și o mare aventurieră” și „absolut neînfricata”.

### Ungaria și Polonia
De la Londra, Skarbek, acum agent britanic, a călătorit la Budapesta, Ungaria, sosind pe 21 decembrie 1939. Ungaria nu participa încă la cel de-al Doilea Război Mondial, dar înclina spre Germania nazistă. Povestea de acoperire a lui Skarbek pentru prezența ei în Ungaria a fost că era jurnalistă.
Ea l-a convins pe schiorul olimpic polonez Jan Marusarz, fratele schiorului nordic Stanisław Marusarz, să o escorteze peste Munții Tatra acoperiți de zăpadă în Polonia ocupată de naziști. Ajunsă la Varșovia, ea a rugat în zadar mama ei să părăsească Polonia. Stefania Skarbek a refuzat; era hotărâtă să rămână la Varșovia pentru a continua să predea limba franceză copiilor mici. În ianuarie 1942, Stefania a fost arestată de germani ca evreică și a dispărut în închisoarea Pawiak din Varșovia. Închisoarea fusese proiectată la mijlocul secolului al XIX-lea de către stră-stră-unchiul lui Skarbek, Fryderyk Skarbek, un reformator al închisorii și nașul lui Frédéric Chopin, care fusese instruit în limba franceză de către tatăl lui Chopin.
În Ungaria, Skarbek l-a întâlnit pe Andrzej Kowerski (1912–1988), acum ofițer de armată poloneză, care mai târziu a folosit numele de război britanic „Andrew Kennedy”. Skarbek îl întâlnise pentru prima dată când era copil și l-a întâlnit pentru scurt timp din nou înainte de război la Zakopane. Kowerski, care își pierduse o parte din picior într-un accident de vânătoare dinainte de război, extrăgea acum personalul militar polonez și aliat și colecta informații. Skarbek a ajutat la organizarea unui sistem de curieri polonezi care au adus rapoarte cu informații de la Varșovia la Budapesta. Vărul lui Kowerski (Kennedy), Ludwik Popiel, a reușit să scoată prin contrabandă o pușcă antitanc poloneză unică, modelul 35, cu stocul și țeava tăiate pentru un transport mai ușor. Skarbek, o vreme, l-a ascuns în apartamentul ei din Budapesta. Cu toate acestea, nu a văzut niciodată serviciul pe timp de război cu Aliații, deoarece proiectele și specificațiile au fost distruse în mod deliberat la izbucnirea războiului și nu a fost timp pentru inginerie inversă. Stocurile de puști capturate au fost, totuși, folosite de germani și italieni.
La solicitarea MI6, ea și Kowerski au organizat supravegherea întregului trafic feroviar, rutier și fluvial de la granițele cu România și Germania. Ea este creditată cu furnizarea de informații despre transporturile de petrol către Germania din câmpurile petroliere din România, de la Ploiești. 
Skarbek a petrecut anul 1940 călătorind dus și înapoi între Polonia și Ungaria. La Budapesta, în ianuarie 1941, ea și-a arătat înclinația pentru stratagemă când ea și Kowerski au fost arestați de poliția maghiară și închiși și interogați de Gestapo. Ea și-a prefăcut simptome de tuberculoză pulmonară mușcându-și limba până când a sângerat și un medic a diagnosticat-o (incorect) cu tuberculoză terminală. Nemții i-au eliberat, dar cuplul a fost urmărit ulterior de poliție și au decis să fugă din Ungaria, un aliat al Germaniei.

### Călătoria cu mașina
Ambasadorul britanic în Ungaria, Owen O'Malley și soția sa, romanciera Ann Bridge, s-au angajat să-i ajute pe Skarbek și Kowerski să evadeze din Ungaria. O'Malley le-a eliberat pașapoarte britanice. Kowerski a devenit „Anthony Kennedy”, iar Skarbek a devenit „Christine Granville”, nume pe care l-a folosit pentru tot restul vieții. Și-a redus cu șapte ani vârsta. Pașaportul ei indica 1915 ca data nașterii. Un șofer al Ambasadei Marii Britanii a adus-o ilegal pe Skarbek din Ungaria în Iugoslavia în portbagajul Chrysler-ului lui O'Malley's. Kowerski, alias Kennedy, și-a condus Opelul peste graniță. Cuplul s-a reunit în Iugoslavia și O'Malley li s-a alăturat mai târziu la Belgrad, unde s-au bucurat de câteva zile de „băut șampanie în cluburile de noapte și barurile de dans din buric din Belgrad”. La sfârșitul lunii februarie, Skarbek și Kowerski și-au continuat călătoria cu Opelul, mai întâi către Sofia, Bulgaria. Cel mai bun hotel din Sofia „era plin de naziști”. Skarbek și Kowerski au sunat la Legația Britanică, întâlnindu-se cu atașatul aerian Aidan Crawley. Cuplul i-a dat lui Crawley role de microfilm pe care le primiseră de la o organizație de informații poloneze numită „Mușchetarii⁠(d)”. Microfilmul conținea fotografii ale unei adunări militare germane în apropierea graniței cu Uniunea Sovietică, ceea ce indică faptul că era planificată o invazie germană a Uniunii Sovietice. Microfilmul a fost trimis primului ministru Winston Churchill, la Londra, căruia abia îi venea să creadă; dar până în martie, cu informații din alte surse, prim-ministrul a fost convins că informațiile lui Skarbek și Kowerski erau exacte. Germanii au invadat Uniunea Sovietică în iunie 1941.
Părăsind Bulgaria, Kowerski si Skarbek au continuat drumul spre Turcia. La Istanbul, cuplul s-a întâlnit cu polonezi exilați și Skarbek a încercat să se asigure că rutele de curierat din Istanbul în Polonia rămân funcționale. Soțul lui Skarbek, impozantul Jerzy Giżycki, i-a întâlnit la Istanbul pe 17 martie 1941. Se pare că nu a urmat un foc de artificii atunci când soțul l-a întâlnit pe Kowerski și împreună l-au convins pe Giżycki să meargă la Budapesta pentru a prelua rolul anterior al lui Skarbek, ca punct de contact pentru britanici cu rezistența poloneză. Următoarele destinații ale cuplului în Opel au fost Siria și Liban, care se aflau sub controlul Franței Vichy. Skarbek a obținut vize de la oficialii din Vichy și și-au continuat călătoria. Au intrat apoi în Mandatul Palestinei și au continuat spre Cairo, Egipt, ajungând în mai 1941.
Skarbek și Kowerski „conduseseră destul de voioși prin sute de mile de teritoriu simpatizant nazist, purtând adesea scrisori incriminatoare și uneori microfilme și cu doar săptămâni sau uneori cu câteva zile înainte de avansul nazist”.

### Cairo

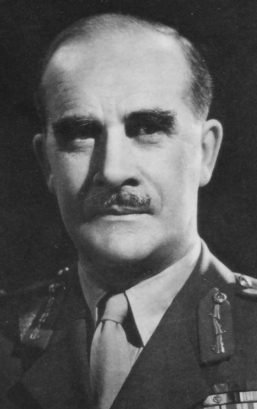
Gen. Colin Gubbins, șeful executiv al SOE din 1943

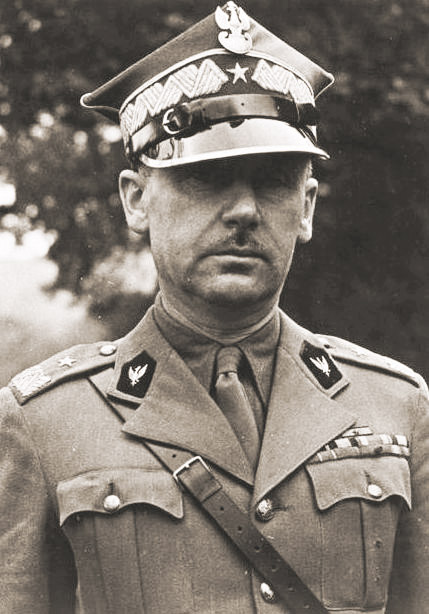
Gen. Stanisław Kopański, șeful de stat major al comandantului șef al forțelor armate poloneze din Occident (1943–46)

La sosirea lor la birourile SOE din Cairo, Kowerski și Skarbek au aflat că erau suspectați din cauza contactelor lui Skarbek cu organizația de informații poloneze, Muschetarii. Acest grup fusese format în octombrie 1939 de către inginerul-inventator Stefan Witkowski⁠(d) O altă sursă de suspiciune era ușurința cu care obținuse vizele de tranzit prin Siria și Liban, aflate sub mandat francez, de la consulul francez pro-Vichy la Istanbul. Numai spionii germani, credeau unii ofițeri de informații polonezi, ar fi putut obține vizele.

Au existat și suspiciuni specifice despre Kowerski. Acestea au fost abordate la Londra de generalul Colin Gubbins, din septembrie 1943, șef al SOE – într-o scrisoare din 17 iunie 1941 către comandantul șef polonez și prim-ministrul Poloniei Władysław Sikorski:
„„Anul trecut […] un cetățean polonez pe nume Kowerski a lucrat cu oficialii noștri de la Budapesta în chestiunile poloneze. Acum se află în Palestina […]. Înțeleg de la maiorul Wilkinson al SOE că generalul Kopański [fostul comandant al lui Kowerski în Polonia] are îndoieli cu privire la loialitatea lui Kowerski față de cauza poloneză [pentru că] Kowerski nu s-a raportat generalului Kopański pentru serviciul de brigadă. Maiorul Wilkinson mă informează că Kowerski primise instrucțiuni de la oficialii noștri să nu se prezinte la generalul Kopański, deoarece era angajat […] într-o muncă de natură secretă care impunea să rămână separat. Prin urmare, se pare că loialitatea lui Kowerski a fost pusă sub semnul întrebării doar din cauza acestor instrucțiuni.””
În iunie 1941, Peter Wilkinson de la SOE a venit la Cairo și i-a concediat oficial pe Skarbek și Kowerski, deși i-a păstrat pe statul de plată a SOE cu un mic avans care i-a făcut să trăiască aproape de limita sărăciei. Kowerski, care era mai puțin bănuit decât Skarbek, a lămurit în cele din urmă orice neînțelegeri cu generalul Kopański și a reușit să reia activitatea de informații.
Când soțul lui Skarbek, Jerzy Giżycki, a fost informat că s-a renunțat la serviciile lui Skarbek și Kowerski, el s-a supărat și a renunțat brusc la propria sa carieră de agent de informații britanic. Când Skarbek i-a spus soțului ei că îl iubește pe Kowerski, Giżycki a plecat la Londra, emigrând în cele din urmă în Canada. (Cuplul a divorțat oficial la consulatul polonez din Berlin la 1 august 1946.)
La o săptămână după demiterea lui Skarbek și Kowerski, la 22 iunie 1941, Germania a declanșat operațiunea Barbarossa, invazia Uniunii Sovietice, prezisă de informațiile pe care cuplul le-a transmis britanicilor de la Muschetari. Astăzi se știe că informații despre Operațiunea Barbarossa au fost furnizate în avans și de o serie de alte surse, inclusiv Ultra.
În cursul anilor 1941, 1942 și 1943, Skarbek a primit câteva sarcini mici de la SOE, cum ar fi strângerea de informații în Siria și Cairo, inclusiv transmiterea de informații britanicilor cu privire la agențiile de informații și de rezistență poloneze. Ea a refuzat ofertele de muncă de birou și a continuat să fie exclusă de la genul de muncă periculoasă și dificilă pe care și-a dorit-o. Atât ea, cât și Kowerski au continuat să fie suspectați de britanici și ținuți la distanță de guvernul polonez în exil, pentru că lucrau pentru Marea Britanie.

### Instruire
Drumul lui Skarbek înapoi la serviciul activ în SOE a început odată cu alăturarea ei la First Aid Nursing Yeomanry (FANY), o organizație caritabilă formată exclusiv din femei, cu uniforme în stil militar, organizație care a fost folosită ca acoperire pentru multe femei din SOE. Ofițerul SOE care a recrutat-o, Patrick Howarth, avea să spună mai târziu în glumă că „cel mai bun lucru pe care l-am făcut în al Doilea Război Mondial a fost să o reinstalez pe Christine Granville”. Ofițerul ei de informare din FANY, Gwendolin Lees, a fost atât de impresionat de Skarbek (acum cunoscută mai frecvent ca Granville), încât mai târziu și-a numit o fiică după ea. În ciuda experienței în munca clandestină, Skarbek a primit pregătire SOE pentru potențiali agenți. S-a dovedit a fi o studentă mai puțin aptă la transmisiuni radio și la arme de foc (pe care le ura), dar îi plăcea să se parașuteze.
Planul inițial al SOE de a o arunca cu parașuta pe Skarbek în Ungaria a fost anulat deoarece misiunea a fost considerată „aproape o omucidere”. Suspiciunile continue despre ea de către guvernul polonez în exil au împiedicat întoarcerea ei în Polonia. Astfel, SOE a decis să o infiltreze în sudul Franței. Franceza ei era bună și a urmat un curs pentru a-și îmbunătăți limba engleză. Ea s-a mutat în Algeria pentru a se pregăti pentru o misiune în Franța, dar nu a fost trimisă imediat, deoarece SOE credea că este „prea extravaganta pentru a lucra sub acoperire în mod eficient”.

### Franța

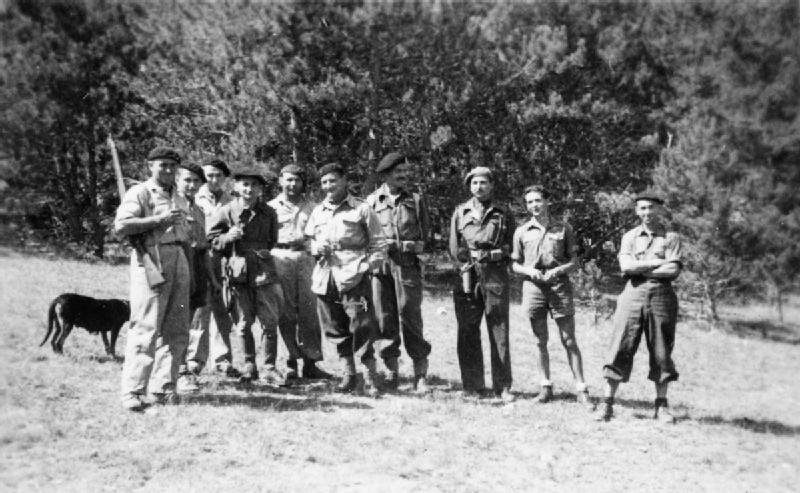
Maquisards (luptători de rezistență) în vecinătatea Savournon din Hautes-Alpes în august 1944. Agenții SOE sunt al doilea din dreapta, (posibil) Skarbek, al treilea John Roper, al patrulea, Robert Purvis.

SOE avea mai multe sucursale care lucrau în Franța. Deși majoritatea femeilor din Franța au răspuns la Secția F din Londra, misiunea lui Skarbek a fost lansată din Alger, baza Secției AMF. Secțiunea AMF a fost înființată doar în urma Operațiunii Torch, debarcările Aliaților din Africa de Nord, parțial cu personal de la Londra (Secțiunea F) și parțial cu personal de la Cairo (MO.4). Secția AMF a îndeplinit trei scopuri: (1) a fost mai simplu și mai sigur să se desfășoare operațiunile de aprovizionare din Africa de Nord aliată decât din Londra, în Franța ocupată de germani; (2) Sudul Franței urma să fie eliberat prin debarcări separate ale Aliaților acolo (Operațiunea Dragoon), unitățile SOE din zonă trebuiau aprovizionate de cartierul lor general din Alger, nu de Londra; și, (3) Secția AMF a profitat de abilitățile francezilor care trăiesc în Africa de Nord.
Odată cu cele două invazii din Normandia și sudul Franței din vara anului 1944, aceste distincții au devenit irelevante și aproape toate secțiile SOE din Franța au fost unite cu maquis în Forces Francaises de l'Interieur (FFI). (A existat o singură excepție: Secția UE/P, care a fost formată din polonezi în Franța și a rămas parte a mișcării transeuropene de rezistență poloneză, sub comandă poloneză.)
Skarbek, cunoscută acum mai frecvent ca Christine Granville, s-a parașutat în Franța în noaptea de 6/7 iulie 1944. Ea a devenit parte a rețelei Jockey condusă de Francis Cammaerts, de naționalitate belgiano-britanic și fost pacifist. Sarcina lui Cammaerts și a echipei sale a fost să organizeze luptătorii francezi de rezistență, maquis, în sud-estul Franței pentru a slăbi ocupanții germani înainte de invazia aliată a sudului Franței, Operațiunea Dragoon, care avea să aibă loc la 15 august. Skarbek a fost curiera lui Cammaerts, înlocuind-o pe Cecily Lefort, care fusese capturată de germani și urma să fie executată. De asemenea, i se dăduse sarcina de a încerca să submineze recruții polonezi din armata germană care erau staționați de-a lungul graniței franco-italiane.
Podișul Vercors. Cammaerts avea sediul în cătunul Saint-Julien-en-Vercors, pe îndepărtatul platou Vercors. Skarbek a sosit în mijlocul unei ample operațiuni conduse de maiorul britanic Desmond Longe de aprovizionare cu parașuta a maquis-ului local cu arme și provizii. Ieșea în fiecare seară, când luna strălucea, organizând un comitet de recepție pentru a colecta recipientele aruncate de avioanele aliate pe platou. În dimineața zilei de 14 iulie, a venit o picătură de arme ușoare și provizii de la 72 de avioane B-17 americane, cel mai mare zbor de o zi către maquis în timpul celui de-al Doilea Război Mondial. Încurajat de un discurs al șefului guvernului provizoriu, Charles de Gaulle, (dar descurajat de Cammaerts care s-a opus operațiunilor de gherilă pe scară largă și a pledat fără succes pentru artilerie și arme antitanc pentru maquis), o rebeliune pe scară largă împotriva ocupatorilor germani a izbucnit. Rebeliunea a fost prematură și rapid zdrobită de trupele germane. Pe 22 iulie, sub foc de arme, Cammaerts și Skarbek au scăpat de pe platou, înființând o nouă bază la Seyne-les-Alpes.
În Alpi. După zborul din Vercors, Skarbek a pornit într-o călătorie de trei săptămâni, mai ales pe jos (îi displăceau bicicletele), prin Alpi. Purta un rucsac plin cu alimente și grenade de mână. Ea a luat contact cu doi lideri proeminenți ai Rezistenței Franceze, Gilbert Galletti și Paul Hérault (în curând uciși de germani) și a salutat sosirea unei echipe „Operațiunea Toplink” care includea prietenii ei John Roper, Paddy O'Regan, și Harvard Gunn. Sarcina lor era să organizeze și să furnizeze atât rezistența franceză, cât și cea italiană de-a lungul graniței. La 13 august, ea a demobilizat unii dintre soldații polonezi din unitățile germane din Alpi. După o drumeție de două zile până la Col de Larche, o trecătoare de munte de la granița franco-italiană, ea s-a apropiat de o fortăreață formidabilă, condusă de 150 de soldați, aflată în fruntea trecătoarei. Vorbind în poloneză și dezvăluindu-și identitatea, ea a discutat cu cei 63 de soldați polonezi - Volksdeutsche, adică, polonezi care au semnat Volksliste nazist ca cei a căror limbă și cultură aveau origini germane, dar care nu dețineau cetățenia germană, și le-a spus, că atunci când v-a fi dat semnalul de către forțele de rezistență, să dezerteze și să distrugă fortăreața, dându-le instrucțiuni specifice despre cum trebuia făcut acest lucru. Șase zile mai târziu, o mică forță de maquis și doi ofițeri ai Operațiunii Toplink, John Roper și John Halsey, s-au apropiat de garnizoană, iar comandantul german a predat fortăreața și soldații săi revoltați. Polonezii din garnizoană s-au alăturat rezistenței franceze așa cum le spusese Skarbek să facă.
Salvarea lui Cammaerts. La 13 august 1944, la Digne, cu două zile înainte de debarcarea operațiunii Aliate Dragoon în sudul Franței, Cammaerts, Xan Fielding – un alt agent al SOE, care anterior operase în Creta – și un ofițer francez, Christian Sorensen, au fost arestați la un baraj rutier de către Gestapo. Skarbek s-a repezit înapoi de la Col de Larche, oprindu-se scurt pe drum pentru a întâlni o misiune militară aliată recent sosită, de 10 oameni. Ea le-a spus că, în absența lui Cammaerts, ea era responsabilă și le-a aranjat transportul. De asemenea, a încercat fără succes să-i convingă pe liderii rezistenței franceze să ia cu asalt închisoarea din Digne și să-i salveze pe Cammaerts și pe ceilalți. Apoi și-a lăsat deoparte aversiunea față de biciclete și a mers cu bicicleta 40 kilometri (25 mi) la Digne.
În Digne, pe 15 august, Skarbek a înconjurat pereții închisorii fredonând „Frankie și Johnny”, o melodie preferată a ei și a lui Cammaerts. El a răspuns în natură, confirmând că se afla înăuntru. Skarbek a reușit să se întâlnească cu căpitanul Albert Schenck, un alsacian care a acționat ca ofițer de legătură între prefectura franceză locală și Gestapo. Ea s-a prezentat ca fiind soția lui Cammaerts și nepoată a generalului britanic Bernard Montgomery și l-a amenințat pe Schenck cu o pedeapsă teribilă dacă prizonierii le-ar veni rău. Ea a întărit amenințarea cu un apel mercenar – o ofertă de două milioane de franci pentru eliberarea bărbaților.

Skarbek a informat SOE din Londra și i-au fost trimise două milioane de franci. Pe 17 august, a fost din nou în biroul lui Schenck, cu bani în mână. Invazia aliaților din sudul Franței a avut loc la 15 august, iar soldații aliați se aflau 60 kilometri (37 mi) departe și înaintând rapid spre Digne, fapt care era evident pentru germani și colaboratorii lor francezi. Schenck i-a prezentat-o unui ofițer Gestapo, Max Waem, un belgian, cu autoritatea de a ordona eliberarea agenților SOE. L-a întâlnit în apartamentul lui Schenck la patru după-amiaza.
„Timp de trei ore, Christine s-a certat și s-a târguit cu el și, după ce și-a îndreptat întreaga forță a personalității ei magnetice asupra lui... i-a spus că Aliații vor sosi în orice moment și că ea și cu un parașutist britanic, erau în contact constant pe calea undelor cu forțele britanice. Pentru a-și exprima punctul de vedere, ea a produs niște cristale W/T sparte... inutile... — Dacă aș fi în locul tău, spuse Christine, m-aș gândi cu atenție la propunerea pe care ți-am făcut-o. După cum i-am spus lui „Capitaine” Schenck, dacă s-ar întâmpla ceva soțului meu [cum l-a descris în mod fals pe Cammaerts] sau prietenilor lui, represaliile ar fi rapide și teribile, pentru că nu trebuie să vă spun că atât dvs., cât și Capitaine au o reputație infamă printre localnici.' Din ce în ce mai alarmat de gândul la ceea ce i s-ar putea întâmpla atunci când Aliații și Rezistența au decis să răzbune numeroasele crime pe care le comisese, Waem a lovit capătul revolverului pe masă și a spus: „Dacă îi scot din închisoare, ce vei face pentru a mă proteja?'”
În acea seară, Cammaerts, Fielding și Sorensen au fost scoși din închisoare de Waem, îmbrăcați în uniforma lui de SS. Ei au anticipat că sunt pe drumul spre execuție, dar în schimb Waem i-a condus la o mașină și au fost conduși la periferia orașului Digne, unde Skarbek îi aștepta. A urcat în mașină fără să le facă semn din cap și au crezut că și ea este prizonieră. Au condus până la malul unui râu, unde Fielding l-a ajutat pe Waem să-și îngroape tunica SS. Abia atunci și-au dat seama că erau eliberați, nu executați.
După ce Cammaerts și ceilalți doi bărbați au fost eliberați, Schenck a fost sfătuit să părăsească Digne. Nu a făcut-o și a fost ulterior ucis de o persoană sau de persoane necunoscute. Soția sa a păstrat banii de mită și, după război, a încercat să-i schimbe cu noi franci. Ea a fost arestată, dar a fost eliberată după ce autoritățile au investigat povestea ei. Ea a putut să schimbe banii doar pentru o mică parte din valoarea lor. Cammaerts și Skarbek au ajutat-o să se întoarcă la ea acasă. Skarbek îi promisese lui Waem că nu va fi arestat de britanici și s-a luptat cu liderii SOE cu oarecare succes pentru a-l proteja. A supraviețuit războiului și s-a întors în Belgia.
Povestea cu mita lui Skarbeks este ficționalizată în ultimul episod al serialului de televiziune, Wish Me Luck.
Operațiunea Dragon. Digne a fost eliberat de armata americană la două zile după ce Skarbek i-a salvat pe Cammaerts, Fielding și Sorensen. Maquis-ul deschisese drumul americanilor și nu exista o opoziție mică. Cammaerts și Skarbek l-au întâlnit pe comandantul american, generalul de brigadă Frederic B. Butler, la Sisteron pe 20 august. Ei și-au oferit ajutorul, dar el i-a respins drept „bandiți”. Fără să respecte gradul, Skarbek era furioasă și a trebuit să fie calmată de un consilier al generalului. Lăsând în urmă armata americană, cei doi au mers la Gap, unde maquis capturase garnizoana germană. Câteva sute de polonezi, soldați înrolați în armata germană, se numărau printre germanii capturați. Skarbek s-a adresat polonezilor cu un megafon și și-a asigurat acordul lor de a se alătura forțelor aliate, cu condiția să-și arunce uniformele germane. Polonezii și-au dezbrăcat uniformele. Generalul Butler a sosit și a dezaprobat procedura, amenințându-i pe Skarbek și Cammaerts cu arestarea și curtea marțială dacă nu pleacă. Mai târziu, au avut o primire mai bună din partea ofițerului superior al lui Butler, generalul Alexander Patch, care i-a numit ca legătură pentru americani cu maquis. Cuplul a continuat spre nord, spre Lyon și Paris. În septembrie, Skarbek a luat un zbor militar la Londra.

### Încheierea atribuțiilor
Când echipele SOE s-au întors din Franța (sau, în unele cazuri, au primit 24 de ore pentru a pleca de la de Gaulle) în toamna anului 1944, unele dintre femeile britanice au căutat noi misiuni în Războiul Pacificului, unde războiul cu Imperiul Japoniei a continuat; dar Skarbek, ca poloneză, era în poziție ideală pentru a servi ca curier pentru misiuni în patria ei. Pe măsură ce Armata Roșie a avansat în Polonia, guvernul britanic și guvernul polonez în exil au lucrat împreună pentru a lăsa o rețea care să raporteze despre evenimentele din Republica Populară Polonă. Kowerski și Skarbek erau acum pe deplin împăcați cu forțele poloneze și se pregăteau să fie trimiși în Polonia la începutul anului 1945. Totuși, misiunea, numită Operațiunea Freston, a fost anulată, deoarece primii care au intrat în Polonia au fost capturați de Armata Roșie (au fost eliberați în februarie 1945).

## Onoruri și premii
Isprăvile lui Skarbek au fost recunoscute cu medalia George. La câțiva ani după incidentul de la Digne, la Londra, ea i-a spus unui alt polonez și coleg veteran al celui de-al Doilea Război Mondial că, în timpul negocierilor ei cu Gestapo, nu fusese conștientă de vreun pericol pentru ea însăși. Abia după ce ea și tovarășii ei și-au reușit să scape, a lovit acasă: „Ce am făcut! M-ar fi putut împușca și pe mine.”
Pentru munca ei în colaborare cu autoritățile britanice, în mai 1947 a fost numită Ofițer al Ordinului Imperiului Britanic (OBE), un premiu asociat în mod normal cu ofițerii cu gradul militar echivalent de locotenent colonel și un nivel deasupra celui mai obișnuit premiu de membru al Ordinului Imperiului Britanic (MBE) acordat altor femei agenți ai SOE. În ciuda problemelor sale cu polonezii în timpul războiului, în 1945, când Skarbek a vizitat sediul militar polonez în uniforma ei britanică WAAF, a fost tratată de șefii militari polonezi cu cel mai înalt respect.
Recunoașterea franceză a contribuției lui Skarbek la eliberarea Franței a venit odată cu acordarea Croix de Guerre.
|  |                           | Format:Ribbon devices/alt |                           |
|  | Format:Ribbon devices/alt |                           | Format:Ribbon devices/alt |

| Ofițer al Ordinului Imperiului Britanic | Medalia George              | 1939–1945 Steaua  | Steaua Africii           |
| Steaua Italiei                          | Steaua Franței și Germaniei | Medalie de război | Croix de Guerre (Franța) |

## Viața de după război
După război, Skarbek a rămas fără rezerve financiare și fără o țară în care să se întoarcă. Xan Fielding, pe care ea îl salvase de la execuția de către Gestapo, a scris în cartea sa din 1954, Hide and Seek, dedicată „Memoriei lui Christine Granville”:
„După dificultățile fizice și efortul mental pe care le suferise timp de șase ani în serviciul nostru, avea nevoie, probabil mai mult decât orice alt agent pe care l-am angajat, de protecție. […] Cu toate acestea, la câteva săptămâni după armistițiu, a fost concediată cu un salariu de o lună și a plecat la Cairo pentru a se descurca singură... deși era prea mândră pentru a cere orice altă asistență, a solicitat protecția unui pașaport britanic. ; pentru că de la trădarea anglo-americană a țării ei la Yalta ea fusese practic apatridă. Dar actele de naturalizare […] au fost amânate în mod birocratic.

Între timp, renunțând la orice speranță de salvare, ea a pornit într-o viață de călătorii incerte, ca și cum ar fi nerăbdătoare să reproducă în timp de pace pericolele pe care le cunoscuse în timpul războiului...”
Unul dintre ceilalți agenți SOE pe care Skarbek i-a salvat, Francis Cammaerts, și-a numit fiica Christine (născută în 1948) după ea.
Incapabilă să-și găsească de lucru, Skarbek a mers la Nairobi, colonia Kenya, pentru a se alătura lui Michael Dunford, un vechi amant, dar guvernul colonial britanic a respins cererea ei pentru un permis de muncă. S-a întors la Londra, unde a devenit, la rândul său, operator de telefonie, agent de vânzări, chelneriță și steward de cabină pe navele maritime. Pe una dintre navele de pasageri, Ruahine, echipajul, inclusiv Skarbek, trebuia să poarte orice medalie pe care le-au primit în timpul războiului. „Linia impresionantă de panglici a lui Skarbek, suficientă pentru a măguli un general, a făcut-o favorită printre pasageri și o țintă evidentă a resentimentelor în rândul echipajului... A fost în curând victima unei campanii de abuzuri pentru ca era străină, femeie și suspectată de a fi mincinoasă...” Un coleg, Dennis Muldowney, a apărat-o. Cei doi fuseseră probabil iubiți. Muldowney a devenit obsedat de ea si s-au despărțit, ea spunându-i că era „încăpățânat și terifiant”.

## Moartea și moștenirea
Christine Granville a fost înjunghiată mortal la hotelul Shellbourne, 1 Lexham Gardens, Earls Court, din Londra, pe 15 iunie 1952. Începuse să lucreze ca steward cu aproximativ șase săptămâni mai devreme la Union-Castle Line și făcuse rezervarea la hotel pe 14 iunie, după ce se întorsese dintr-o călătorie de lucru din Durban, Africa de Sud, pe castelul Winchester. Trupul ei a fost identificat de vărul ei, Andrzej Skarbek. Când decesul a fost înregistrat la registrul orașului Royal Borough of Kensington, vârsta ei era de 37 de ani, vârsta pe care o pusese pe pașaportul britanic.
Agresorul ei era Dennis George Muldowney, bărbatul obsedat care lucrase cu Skarbek ca administrator și care lucra, la momentul crimei, ca portar al Clubului Reform. După ce a fost condamnat pentru ucidere, Muldowney a fost spânzurat la HMP Pentonville, la 30 septembrie 1952.

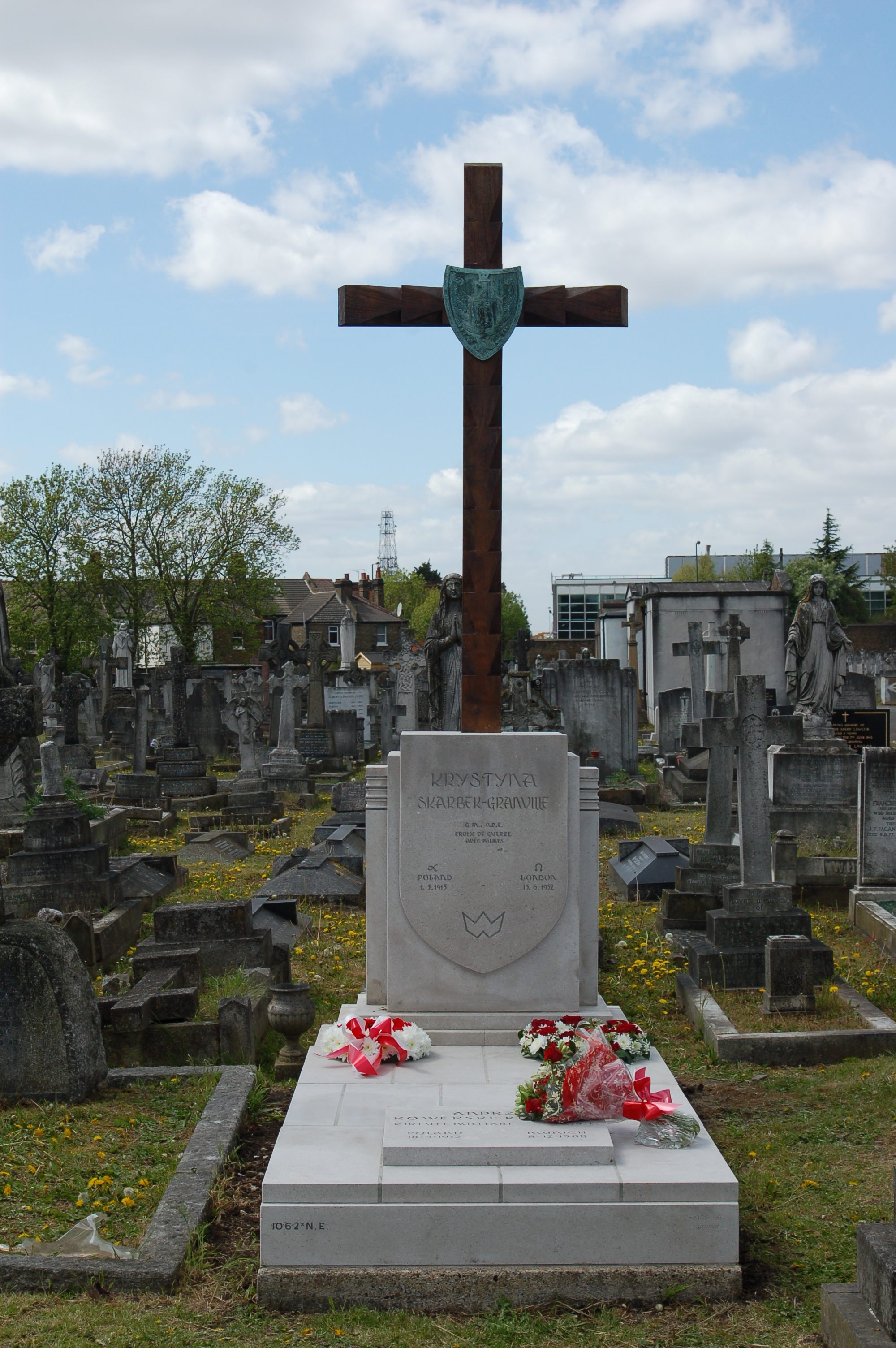
Mormântul lui Skarbek, cimitirul romano-catolic St Mary, Londra, cu Andrzej Kowerski, partenerul ei de viață și serviciul SOE

Granville a fost înmormântată în cimitirul romano-catolic St Mary's, Kensal Green, nord-vestul Londrei. În 2013, o ceremonie a marcat renovarea mormântului ei de către Societatea Patrimoniului Polonez.
După moartea lui Granville, Andrzej Kowerski (Andrew Kennedy) a condus un grup de bărbați, în special Cammaerts, Roper și Patrick Howarth, dedicați să se asigure că numele ei nu va fi „pătat și astfel au reușit să oprească mai multe rapoarte de presă și două cărți”. Autoarea Madeleine Masson a spus că „doisprezece bărbați care au iubit-o toți pe Christine... s-au unit pentru a se asigura că nimeni nu v-a scrie mizerii despre ea”, „gunoaiele” aparent fiind povești despre viața ei sexuală activă și diversă. Masson a primit în cele din urmă sprijin din partea grupului pentru a publica o versiune „curățată” a vieții lui Granville. Kowerski/Kennedy a murit de cancer la München, Germania, în decembrie 1988. Cenușa lui a fost dusă la Londra și îngropată la poalele mormântului lui Skarbek.
În 1971, hotelul Shellbourne a fost cumpărat de un grup polonez; într-un depozit, i-au găsit bagajul, care conținea hainele, hârtiile și pumnalul emis de SOE. Acest pumnal, medaliile și unele dintre lucrări sunt acum păstrate la Institutul Polonez și Muzeul Sikorski de la 20 Prince's Gate, Kensington, Londra.
În mai 2017, un bust de bronz, de Ian Wolter, a fost dezvăluit la Polosh Hearth Club (Ognisko Polskie) din Kensington, Londra.
În 2020, English Heritage a anunțat că va plasa o placă albastră în cinstea lui Skarbek pe locul fostului hotel Shellbourne. Placa a fost dezvelită în septembrie 2020, la șase ani după ce biograful lui Granville, Clare Mulley, a propus placa lui English Heritage.

## Cultura populară

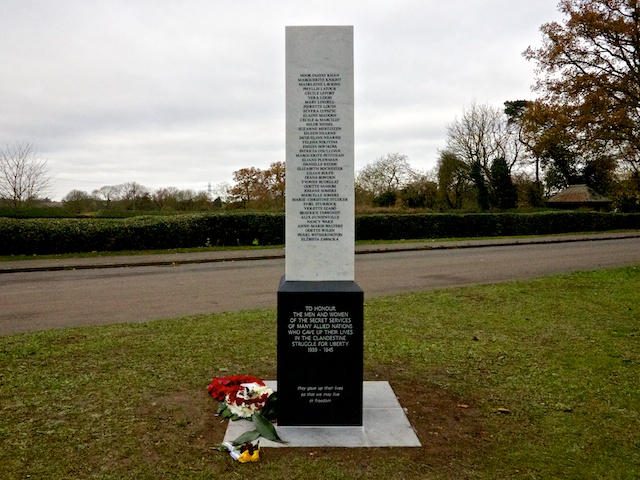
Memorialul Tempsford pentru agenții de sex feminin și Escadrile speciale RAF, printre care și Krystyna Skarbek

Autorul William F. Nolan a susținut că Ian Fleming, în primul său roman James Bond, Casino Royale (1953), l-a modelat pe Vesper Lynd după Christine Granville. Potrivit lui Nolan, Fleming l-a bazat și pe Tatiana Romanova, în romanul său din 1957 Din Rusia, cu dragoste, pe Skarbek. Biograful Skarbek, Clare Mulley, a scris însă că, „dacă Christine a fost imortalizată ca agentul dublu nepăsător de frumos Vesper Lynd, este mai probabil ca Fleming să fi fost inspirat de poveștile pe care le-a auzit decât de femeia în persoană... [El] n-a pretins niciodată că a întâlnit-o, nici măcar în treacăt.”
Pe măsură ce viața ei a devenit atât de sălbatică, Kowerski/Kennedy i-au cerut prietenului lor comun, W. Stanley Moss, să scrie ceva definitiv; o serie de patru articole ilustrate de Moss au fost publicate în Picture Post în 1952.
În 1999, scriitoarea poloneză Maria Nurowska⁠(d) a publicat un roman, Miłośnica ( Iubitul ) – o relatare a încercării unei jurnaliste fictive de a investiga povestea lui Skarbek.
Au fost publicate patru biografii ale lui Skarbek:
- Madeleine Masson, Christine: a Search for Christine Granville, OBE, GM, Croix de Guerre, 1975; republicat 2005,
- Jan Larecki, Krystyna Skarbek, Agentka o wielu twarzach (Krystyna Skarbek, Agent of Many Faces), 2008, ISBN: 978-83-05-13533-7.
- 978-1-4472-2565-2
- Ronald Nowicki, The Elusive Madame G, 2013,

Pe 3 mai 2016, BBC Radio 4 a difuzat un episod din Great Lives în care viața lui Krystyna Skarbek a fost propusă de generalul general Sir Graeme Lamb, cu Clare Mulley ca martor expert.
Dezvăluit în 2017 la Ognisko Polskie (Clubul Polonez Hearth), din Londra, a fost un bust din bronz al lui Skarbek comandat sculptorului Ian Wolter.
2018: Cartea lui Michael Morpurgo În gura lupului se concentrează pe munca de rezistență a lui Skarbek al celui de-al doilea război mondial cu unchiul lui Morpurgo, Francis Cammaerts.
În 2020, Clare Mulley a dezvăluit o placă albastră de patrimoniu englezesc care o comemorează pe Krystyna Skarbek, la ultima ei adresă din Londra, acum 1 Lexham Gardens Hotel, Kensington.
Pe 16 martie 2021, autoarea Dana Schwartz a lansat un episod podcast despre viața Krystynei Skarbek, „Din Polonia cu dragoste”.